# تتا دلو
تتا دلو یک ستاره است که در صورت فلکی دلو قرار دارد.